# Rutger I van Kleef
Rutger I (ca. 970 - rond 1050) was de eerste graaf van Kleef van ±1033 tot 1050. Hij was getrouwd met Wazela van Lotharingen en was een broer van Gerard I Flamens.

## Het ontstaan van het graafschap Kleef
Omdat Boudewijn IV hun gebieden in de Mark Ename had veroverd wendden Rutger en zijn broer zich in 1021 tot keizer Hendrik II. Daar klaagden ze erover, dat ze slachtoffer waren geworden van de door het heilige Roomse Rijk verloren gegane gebieden in Vlaanderen. Ter compensatie kreeg Gerard het gebied Wassenberg waar hij als Gerard I "Flamens" stamvader van het geslacht Gelre werd, en kreeg zijn broer Rutger het gebied Kleef waar hij stamvader werd van het geslacht van Kleef. Deze gebieden waren vrij gekomen na de moord van Adela van Hamaland op Wichman III van Vreden (wiens goederen aansloten op Hamaland). Hierdoor kwam het goed van Wichman vrij en werd het gebied van Adela en haar echtgenoot Balderik (graaf van Drenthe en Salland) door de keizer geconfisqueerd.

## Het gebied van het graafschap Kleef
Het gebied van Rutger omvatte behalve Kleef ook Kalkar (waarschijnlijk inclusief het klooster), Zyfflich, Bedburg en Xanten. Verder werd hij leenman van goederen op de Betuwe en mocht hij tol heffen bij Kellen en Huissen. Rutger I werd opgevolgd door zijn zoon Rutger II.